# Überlaufbit
Das Überlaufbit (englisch overflow flag) ist ein Begriff aus der Informatik bzw. Rechnerarchitektur. Es bezeichnet ein Bit oder Statusregister, welches bei vielen Prozessoren anzeigt, dass bei einer Berechnung ein Überlauf aufgetreten ist.
Beim Addieren oder Subtrahieren von Zahlen in Zweierkomplement-Darstellung wird das Überlaufbit normalerweise berechnet durch das XOR (exklusives Oder) von dem Übertragsbit (carry), das in die Vorzeichenstelle hineingeht (bei der Zweierkomplementaddition handelt es sich hierbei um das sign bit), und dem carry, das aus der Vorzeichenstelle hinausgeht. Dann ergibt sich das Überlaufbit zu 1 genau dann, wenn ein Über- oder Unterlauf bei der Berechnung auftritt, also das richtige Ergebnis größer als die größte bzw. kleiner als die kleinste darstellbare Zahl ist.